# مؤثر (فيزياء)
في الفيزياء، المؤثر هي دالة لفضاء من الحالات الفيزيائية، ونتيجة لتطبيقه على الحالة الفيزيائية، ويتم الحصول الحالة الفيزيائية آخرى، في كثير من الأحيان جنباً إلى جنب مع بعض المعلومات الإضافية ذات الصلة.
أبسط مثال على أهمية المؤثرات هو دراسة التماثل. وبسبب هذا، فهي أداة مفيدة جداً في الميكانيكا الكلاسيكية. و ميكانيكا الكم، من ناحية أخرى، فهي جزء لا يتجزأ من الصياغة النظرية.

## المؤثر في ميكانيكا الكم
المؤثر في ميكانيكا الكم هو تحويل خطي من فضاء هلبرت و إليه أيضا. إنه حالة خاصة من المفهوم الرياضي للمؤثر.

القياس في ميكانيك الكم هو مؤثر هيرميتي.

## لائحة المؤثرات
- مؤثر التسارع
- مؤثر التدمير (ميكانيكا الكم)
- مؤثر الإنشاء (ميكانيكا الكم)
- مؤثر الطاقة الحركية
- مؤثر السلم (ميكانيكا الكم)
- مؤثر التغير (ميكانيكا الكم)
- مؤثر هاميلتوني
- مؤثر هزاز توافقي
- مؤثر زخم الحركة
- مؤثر الزخم الزاوي
- مؤثر الموقع (ميكانيكا الكم)
- مؤثر موقع نيوتن-وينغر (ميكانيكا الكم)
- اللف المغزلي